# Baurichtmaß

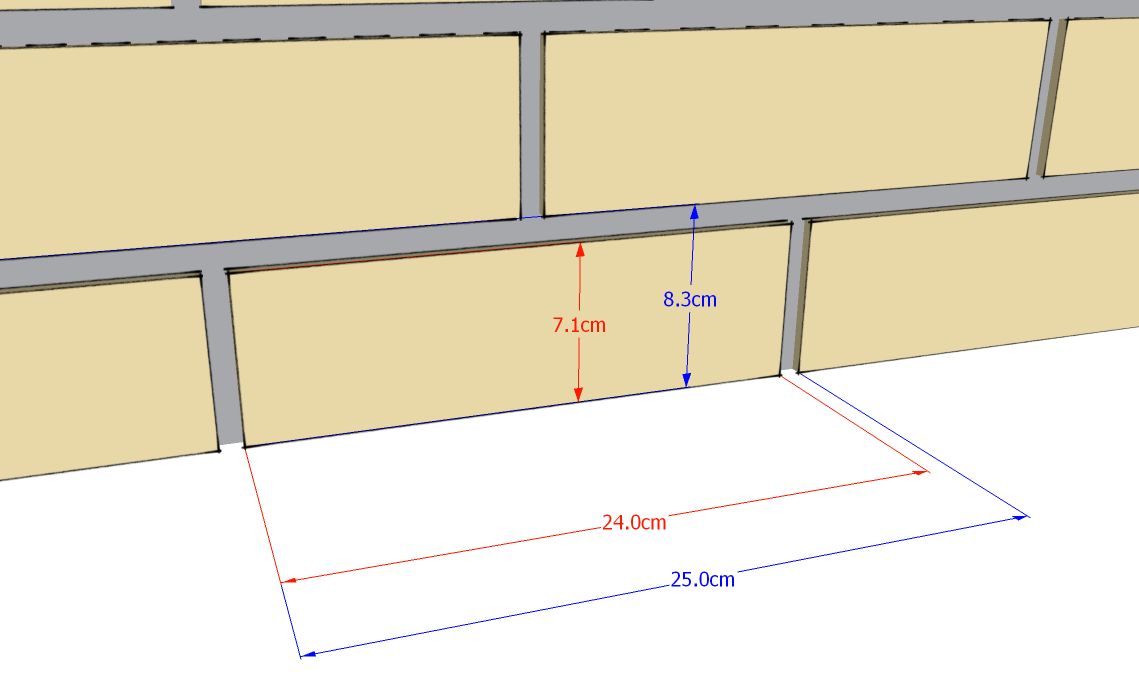
Darstellung Baurichtmaß (blau) und Baunennmaß (rot) anhand von Mauerwerk, Steinformat NF

Darstellung Baurichtmaß (rot) und Baunennmaß (schwarze Maßlinien) Mauerwerk Draufsicht.

Das Baurichtmaß ist ein Rastermaß im Bauwesen, das zum Beispiel bei Mauerwerk verwendet wird. Die Basiseinheit (ein Kopf) entspricht dem achten Teil eines Meters, also  12,5 cm; daher die Abkürzung am und das Adjektiv oktametrisch. Es ist in der DIN 4172 (Maßordnung im Hochbau) geregelt. Baurichtmaße werden für Höhen, Breiten und Stärken verwendet.

## Abgeleitete Begriffe
Nennmaße einzelner Bauteile:
- Das Baunennmaß erhält man durch den Abzug der Breite einer Fuge. Ziegel oder Kalksandsteine werden häufig in diesen Steinformaten hergestellt. Auch Einbauten (z. B. Fenster und Türen) werden oft im Baunennmaß gefertigt. Rechnet man zu dem Bauteil, zum Beispiel einem Ziegel von 24 cm Breite, eine Mörtelfuge von 1 cm hinzu, ist die Summe aus Stein und Fuge wieder das Baurichtmaß (25 cm).

Die Mauer-Nennmaße erhält man je nach Bauart:
- Das Pfeilermaß (auch Außenmaß) ist um 1 cm kürzer, da am letzten Stein die Mörtelfuge fehlt (Stein+Fuge = Baurichtmaß).
- Das Vorsprungsmaß (auch Anbaumaß) entspricht dem 12,5-cm-Raster, da es auf der anschließenden Seite eine Fuge hat, auf der freien Seite aber nicht.
- Das sogenannte Öffnungsmaß (auch Innenmaß) ergibt sich beim Anlegen von Öffnungen wie für Fenster oder Türen. Zum Baurichtmaß wird die Breite einer weiteren Fuge hinzugerechnet.